# 重齿胡卢巴
重齿胡卢巴（学名：Trigonella fimbriata）为豆科胡卢巴属下的一个种。

## 扩展阅读
- 維基物種上的相關：重齿胡卢巴